# 1 E8 m²
100 km2から1,000km2までの広さのリスト
- 100 km2 未満

- 100 km2
  - 一辺が10 kmの正方形の面積
  - 半径5.6 kmの円の面積

太字は国
- 101 km2 -- 横須賀市
- 102 km2 -- 宝塚市、モントセラト
- 103 km2 -- 猪苗代湖
- 104 km2 -- マニトゥー湖（淡水湖の中の島にある湖では世界最大）
- 105 km2 -- 高槻市
- 109 km2 -- 川越市
- 114 km2 -- 一宮市、小田原市
- 115 km2 -- 柏市
- 116 km2 -- ジャージー
- 134 km2 -- 壱岐島
- 138 km2 -- 加古川市
- 139 km2 -- 伊勢崎市
- 143 km2 -- 川崎市、奥尻島
- 150 km2 -- 堺市
- 151 km2 -- サロマ湖
- 153 km2 -- 小豆島、イギリス領ヴァージン諸島
- 160 km2 -- リヒテンシュタイン、熊谷市
- 163 km2 -- 平戸島
- 168 km2 -- 中通島
- 172 km2 -- 霞ヶ浦（西浦）
- 176 km2 -- 太田市
- 177 km2 -- ワシントンD.C.
- 181 km2 -- マーシャル諸島
- 182 km2 -- 利尻島
- 186 km2 -- 八王子市
- 187 km2 -- 沼津市
- 191 km2 -- 徳島市
- 193 km2 -- アルバ
- 199 km2 -- アメリカ領サモア
- 204 km2 -- 岐阜市
- 206 km2 -- 四日市市
- 209 km2 -- 和歌山市
- 212 km2 -- 甲府市
- 217 km2 -- さいたま市、水戸市
- 220 km2 -- 霞ヶ浦（全体）
- 223 km2 -- 石垣島
- 225 km2 -- 大阪市
- 230 km2 -- 久留米市
- 237 km2 -- クック諸島
- 242 km2 -- サンピエール島・ミクロン島、島後島
- 245 km2 -- 富士市
- 248 km2 -- 徳之島
- 250 km2 -- 色丹島
- 259 km2 -- ケイマン諸島
- 260 km2 -- ニウエ
- 261 km2 -- セントクリストファー・ネイビス
- 262 km2 -- 豊橋市
- 264 km2 -- ウォリス・フツナ
- 272 km2 -- 千葉市
- 277 km2 -- 奈良市
- 284 km2 -- つくば市
- 289 km2 -- 西表島
- 300 km2 -- モルディブ
- 306 km2 -- 八戸市
- 309 km2 -- 高知市
- 312 km2 -- 前橋市
- 316 km2 -- マルタ
- 326 km2 -- 名古屋市、福江島
- 329 km2 -- 相模原市
- 343 km2 -- 福岡市
- 344 km2 -- グレナダ
- 353 km2 -- 呉市
- 355 km2 -- アメリカ領ヴァージン諸島
- 356 km2 -- 倉敷市
- 375 km2 -- 高松市
- 381 km2 -- ワイト島（イギリス）、山形市
- 387 km2 -- 岡崎市
- 389 km2 -- セントビンセント・グレナディーン
- 390 km2 -- 熊本市
- 406 km2 -- 長崎市
- 417 km2 -- 宇都宮市、タークス・カイコス諸島
- 420 km2 -- セントヘレナ・アセンションおよびトリスタンダクーニャ
- 426 km2 -- 佐世保市
- 429 km2 -- 松山市
- 431 km2 -- バルバドス（国の面積順リスト182位）
- 432 km2 -- 佐賀市
- 438 km2 -- 横浜市
- 443 km2 -- アンティグア・バーブーダ
- 445 km2 -- 種子島
- 455 km2 -- セーシェル
- 458 km2 -- パラオ
- 459 km2 -- 高崎市
- 465 km2 -- 大津市
- 468 km2 -- アンドラ
- 469 km2 -- 金沢市
- 477 km2 -- 北マリアナ諸島
- 492 km2 -- 北九州市
- 502 km2 -- 大分市
- 505 km2 -- 屋久島
- 518 km2 -- 福山市
- 534 km2 -- 姫路市
- 536 km2 -- 福井市
- 548 km2 -- 鹿児島市
- 549 km2 -- グアム
- 557 km2 -- 神戸市
- 572 km2 -- マン島
- 573 km2 -- 松江市
- 592 km2 -- 淡路島
- 616 km2 -- セントルシア
- 627 km2 -- 東京23区
- 644 km2 -- 宮崎市
- 665 km2 -- バーレーン
- 670 km2 -- 琵琶湖
- 696 km2 -- 対馬
- 702 km2 -- ミクロネシア
- 711 km2 -- 津市
- 712 km2 -- 奄美大島
- 716 km2 -- 下関市
- 719 km2 -- シンガポール
- 726 km2 -- 新潟市
- 748 km2 -- トンガ
- 754 km2 -- ドミニカ国
- 757 km2 -- 郡山市
- 765 km2 -- 鳥取市
- 768 km2 -- 福島市
- 786 km2 -- 仙台市
- 790 km2 -- 岡山市
- 811 km2 -- キリバス
- 825 km2 -- 青森市
- 828 km2 -- 京都市
- 835 km2 -- 長野市
- 855 km2 -- 佐渡島
- 886 km2 -- 盛岡市
- 891 km2 -- 長岡市
- 906 km2 -- 秋田市
- 907 km2 -- 広島市
- 918 km2 -- 豊田市
- 964 km2 -- サントメ・プリンシペ
- 974 km2 -- 上越市
- 978 km2 -- 松本市
- 1,000 km2 以上